# コンスピラシー (バンド)
コンスピラシー（Conspiracy）は、クリス・スクワイア（イエスのベーシスト）とビリー・シャーウッド（以前とその後はイエスに加入）によって結成されたプログレッシブ・ロック・バンド。2枚のアルバム『コンスピラシー』（2000年）と『The Unknown』（2003年）、そしてライブDVD（2006年）を発表した。

## 略歴

### イエスのスクワイアとシャーウッド
1980年代後半、イエスのオリジナル・リードシンガーであるジョン・アンダーソンがグループを去り、3人の元イエス・メンバーと共に、アンダーソン・ブルーフォード・ウェイクマン・ハウを結成した。クリス・スクワイアは、彼が出会った若い音楽家のビリー・シャーウッドを、可能性のある新しいリードシンガーとしてグループで働くよう連れてきた。トレヴァー・ラビンも（自身のソロ・アルバム制作に集中しており）しばらく不在であり、残された3人のイエス・メンバー＝スクワイア、アラン・ホワイト、トニー・ケイに加えて、シャーウッドとギタリストのブルース・ゴウディ（ワールド・トレイドでのシャーウッドのバンドメイト）が一緒にリハーサルを始めた。やがてラビンがバンドに戻って、スクワイア、ホワイト、ケイ、ラビン、シャーウッドのラインナップでレコーディングがなされたと伝えられている。
スクワイアとシャーウッドは強力な音楽ライターとしてのパートナーシップを結んでいたが、当時のシャーウッドは正式なイエス・メンバーとは認められていなかった。アンダーソン・ブルーフォード・ウェイクマン・ハウとイエスが合流して、シャーウッドの公式クレジット無し状態が終わり、スクワイアとシャーウッドによる1曲「The More We Live-Let Go」を収録したイエスのアルバム『結晶』（1991年）がリリースされた。

### クリス・スクワイア・エクスペリメント
スクワイアとシャーウッドは、一連の作品を書いた後、1992年にクリス・スクワイア・エクスペリメント (The Chris Squire Experiment)という名義で、短い米国ツアーを行った。バンドの他のミュージシャンはドラムのホワイト、ギターのジミー・ホーン、キーボードのスティーヴ・ポーカロ、そしてパーカッションのマーク・T・ウィリアムズだった。
スクワイアとシャーウッドのさらなる共同作業による楽曲、「The Evolution Song」と「Say Goodbye」がワールド・トレイドのセカンド・アルバム『ユーフォリア』に収録され、イエスのナンバー「Love Conquers All」がコンピレーション・アルバム『イエスイヤーズ』に収録されリリースされた。
年月を経て、シャーウッドとイエスが共に音楽づくりを行う関係はさまざまな段階を経て、ついに1990年代後半、クリス・スクワイア・エクスペリメント名義で『Chemistry』と名づけられたアルバムのリリース予定が発表された。
しかし、やはりイエスとしての活動がその流れを引き継ぐこととなった。シャーウッドは1996年に正式にバンドへ加入。アルバム『Chemistry』からの2曲（「Open Your Eyes」と「Man in the Moon」）はアルバム『オープン・ユア・アイズ』（1997年）のために、イエスによって作り直された。

### コンスピラシー

#### アルバム『コンスピラシー』
『Chemistry』からの2曲の転用はスクワイアの再考を促すこととなり、そのリリースを失速させることになった。2000年になり、『Chemistry』という名前は廃止され、クリス・スクワイア&ビリー・シャーウッド名義によるアルバム『コンスピラシー』がリリースされた。『Chemistry』の曲はすべて『コンスピラシー』に収録されている（「You are the Light of My Life」という『Chemistry』の曲のタイトルは、『コンスピラシー』の「Light in My Life」になった）。アルバムには既発曲の再録をしたくなかったため、イエスのアルバム『オープン・ユア・アイズ』収録2曲のオリジナル・ミックスと、ワールド・トレイドの「Say Goodbye」の別バージョンは、隠されたボーナストラックとなった。イエスの「The More We Live-Let Go」と「Love Conquers All」、ワールド・トレイド「The Evolution Song」のタイトル変更曲「Watching The World」も『コンスピラシー』に加えられ、クリス・スクワイア・エクスペリメントのツアーで演奏された楽曲も収められた。
スクワイアとシャーウッドがアルバムのリードボーカルを共有し、スクワイアがほとんどのベース・パートを演奏し、シャーウッドがほとんどのギターとキーボード・パート、さらにドラムを演奏している。「コンスピラシー（共謀）」という名前は、スクワイアとシャーウッドがさまざまなミュージシャンとコラボレーションしたいという願望を表している。アルバムには、ホワイト、ホーン、ワールド・トレイドのドラマーのジェイ・シェレン、マーク・T・ウィリアムズが参加している。アルバム『コンスピラシー』にはまた、スクワイア、スティーヴ・スティーヴンス、マイケル・ブランドによる一連のジャムセッションに基づく1曲「Violet Purple Rose」も収められ、シャーウッドによってオーバーダブがなされている。

#### アルバム『The Unknown』とライブDVD
アルバム名はバンド名となり、コンスピラシーは、スクワイア（ベース、ボーカル）、シャーウッド（ギター、キーボード、ボーカル）、シェレン（ドラム）による本格的なグループになった。アルバム『The Unknown』は2003年にリリースされた。ホーンや、マイケル・シャーウッド（ビリーの兄）とジョーダン・バーリアント（当時のイエスのマネージャーとして知られている）がゲストとして参加している。アルバムの最初のプレスには「I Could」というタイトルのボーナストラックや、イエスのアルバム『ラダー』（1999年）でリリースされた「Finally」の前半部分の別バージョンを収録している。アルバムの歌詞の多くは、9/11テロ攻撃事件に関連していた。カバーアートはイエスとも一緒に仕事していたボブ・セスカ (Bob Cesca)によるものだった。
2000年にイエスを脱退した直後、シャーウッドは兄のマイケル、ホーン、シェレン、ジョナサン・エリアスを含む「The Unknown」というプロジェクトを計画していた。計画だけで何も起こらなかったが、コンスピラシーのアルバムのタイトル・トラックはマイケル・シャーウッドとホーンとの共作で、その計画から派生したものである。
コンスピラシーのライブ・ラインナップが2004年に組まれ、スクワイア（ベース、ボーカル）、ビリー・シャーウッド（ギター、キーボード、ボーカル）、シェレン（ドラム）、マイケル・シャーウッド（キーボード、ボーカル）、スコット・ウォルトン（キーボード）となった。彼らはリハーサルを行ったが、ツアーの計画は中止された。しかし、2006年までにプライベートのライブ・ショーがDVDに収録された。彼らのセットでは、コンスピラシーの曲、『オープン・ユア・アイズ』やスクワイアが1975年に発表したアルバム『未知への飛翔』のマテリアルも演奏されている。

### コンスピラシーのその後：バンド解散とサイド・プロジェクト
バンドは3枚目のアルバムを模索していたが、スクワイアがアメリカからイギリスのロンドンに戻ることになり、次第に遅れていった。2006年まで、シャーウッドはシェレンとプロジェクトを主導していたが、スクワイアはもう関与していなかった。シャーウッドとゴウディによって書かれた2曲（それは頓挫したワールド・トレイドのアルバムから取り残された曲だった）が含まれた新しいアルバムがアナウンスされた。そこには、イエス・メンバーのトニー・ケイ、ジェフ・ダウンズ、そして元ジェントル・ジャイアントのギタリスト、ゲイリー・グリーンが参加していた（ケイとグリーンは他にも多くのプロジェクトでシャーウッドと一緒に仕事している）。しかし、2007年になってシャーウッドは「Psy-Op」と呼ばれるこのプロジェクトは別の名前でリリースされ、シャーウッド、ケイ、ホワイトによる新しいバンドであるサーカと競合しないよう、完成するまで延期されることを発表した。やがて彼はそのアルバムが他のプロジェクトのために共食いになりかねないため、リリースされることはないだろうと発表した。
2007年後半のインタビューで、シャーウッドは次のように述べている。「クリスがロンドンに住んでいて、私がアメリカに住んでいるという理由だけで、私はコンスピラシーのレコードを予見しません。私は今、サーカをやっていて、彼は彼自身のことをやっています。私たちは、居場所や地理的なことより、何よりも一緒に仕事をするという点でバラバラになっているんです。私は今、ベースを弾くことをとても楽しんでいますし、サーカに焦点を当てていますが、明らかにコンスピラシーは私の心に残されています。しかし、ターンが変わって休眠モードに入ったのです」。
その後、スクワイアはアリゾナ州フェニックスに移住した。2012年6月のインタビューで、彼は言った。「3枚目のコンスピラシーのアルバムを出さないか？というオファーはあるんだ。しかし現時点で『イエスのツアーとスクアケット』があって、かなり手一杯なんだ」。2012年後半のインタビューで、シャーウッドは次のように述べている。「私は最近クリスと連絡を取り合っています。私が最近参加したスーパートランプ・トリビュートと同様に、ザ・プログ・コレクティヴのプロジェクトにも彼は参加しました。私たちはコンスピラシーの将来について話しました。私たちはまた会いますよ…」。そして、2012年11月のインタビュー：「クリスと私はコンスピラシーについて話しました、しかしスケジュールと地理的な問題に帰着しているんです。私はLAに住んでいますが、クリスはもうそこにいません。それだけでプロセスを複雑にします。あなたにはわからないことを言いました…私たちはまた会いますよ」。
イエスのオフィシャル・ウェブサイト「YesWorld」の2013年4月のQ&Aで、スクワイアは次のように述べている。「将来的に可能性はあるよ。ビリーともう1枚、コンスピラシーのアルバムを作ることはできるが、今はイエスとの仕事が固く結びついていてね。それにおそらくスティーヴ・ハケットともう1枚アルバムを作るかもしれないんだ」。
シャーウッドはイエスで再び働くようになり、シャーウッド主導による他のプロジェクトにスクワイアがゲスト参加することもあったが、それ以上のコンスピラシーとしての仕事は続かなかった。スクワイアは2015年6月に亡くなり、シャーウッドは代わりにイエスに参加した。

## ディスコグラフィ

### アルバム
- 『コンスピラシー』 - Conspiracy (2000年) ※クリス・スクワイア&ビリー・シャーウッド名義。DVDの付いた再発盤もある。旧邦題『CONSPIRACY～共謀』
- The Unknown (2003年)
- 『コンスパイレイシー・ライヴ』 - Conspiracy Live (2006年) ※クリス・スクワイア&ビリー・シャーウッド名義。下記DVDと同内容のライブ・アルバム

### 映像作品
- Conspiracy Live (2006年) ※DVD

## 付記
1. ↑  カリフォルニア州サンファン・カピストラーノで行われた1992年8月22日のショーのセットは次の通り:「Wish I knew (later became Yes's Open your eyes)」「The Lonesome Trail」「You're the reason I live」「One World Going Round」「Days of Wonder」「Porcaro Keyboards Solo」「Follow Our Dreams」「Say Goodbye」「Whitefish」「Wish I knew (Open your eyes) (reprise)」。カリフォルニア州サンノゼでの1992年8月25日の公演のためのセットは次の通り: 「Wish I knew (Open your eyes)」「The Lonesome Trail」「You're the Reason I live」「One World Going Round」「Days of Wonder」「Follow Our Dreams」。別のショーでは「Long Distance Runaround」も演奏した。[要出典]